# Frederick Rener
Frederick Rener (tudi Mirko Rener), slovenski rimskokatoliški duhovnik germanist in glasbenik,  * 27. januar 1919, Štjak, † 27. januar 1993, Marburg, Nemčija.

## Življenje in delo
Rodil se je v družini kmeta Franca Renerja in kmetice Terezije Grmek.
Ljudsko šolo je obiskoval v rojstnem kraju, gimnazijo pa v malem semenišču v Gorici, kjer je končal tudi bogoslovje in bil 3. junija 1943 v Desklah, kjer je že kot študent vodil pevski zbor, posvečen v mašnika. Kot kaplan je služboval v Komnu. Po partizanskem napadu na nemško motorizirano kolono 2. februarja 1944 pri Divčah na cesti  med Komnom in Rihemberkom (sedaj Branik) v katerem je bilo mrtvih 85 Nemcev in 7 partizanov so Nemci 15. februarja iz maščevanja Komen v celoti požgali, prebivalce (skupaj 1.100 ljudi, največ ženski in otrok) pa odpeljali v zbirno taborišče Neumarkt na Bavarsko, kaplan Rener in dekan Viktor Kos pa sta se jim kljub temu, da so jima Nemci dali priložnost, da ostaneta na Krasu, prostovoljno pridružila. Po vrnitvi junija 1945 je Rener postal stolni organist in profesor petja na učiteljišču v Gorici. Leta 1949 se je izselil v Združene države Amerike in 1952 v Buffalu diplomiral na glasbeni akademiji iz orgel in kompozicije, ter 1957 doktoriral na Univerzi v Torontu 
iz angleškega in nemškega jezika ter nemške književnosti 20 stoletja.  Na Univerzi Alberta v Edmontonu je predaval nemščino (1959-1960), 1960-1962 na koledžu v Marietti (Ohio) in 1962-1987 na Univerzi Severna Karolina v Greensboroju. Proučeval je nemško književnost v baroku, pozneje pa  zgodovino prevajanja. Knjiga Interpretatio. Language and Translation from Cicero to Tyler (Amsterdan, 1989) je temeljno delo za zgodovino teorije prevajanja v Evropi od klasike do konca 18. stoletja.
Rener je bil nadarjeni glasbenik. Že kot študent bogoslovja je dobro igral orgle, da je pri večjih slovesnostih v goriški stolnici nadomeščal svojega profesorja, ko je ta vodil pevski zbor.
Pisal je tudi skladbe. Njegove skladbe razodevajo poznavanje skladateljske tehnike, zborovskega petja in orgelske igre. pevski del je poln čustvenega zanosa in podkrepljen s polnimi, včasih nenavadnimi akordi. Take so npr.: O, da ste moje vse rože škrlatne; Kako si lepa, moja Mati; Harfo dal si v mojo roko; Zvezde govorijo.  Njegova najbolj znana skladba pa je Božična noč. (COBISS)